# Parasmittina latiavicularia
Parasmittina latiavicularia är en mossdjursart som först beskrevs av James Barrie Kirkpatrick 1888.  Parasmittina latiavicularia ingår i släktet Parasmittina och familjen Smittinidae. Inga underarter finns listade i Catalogue of Life.